# Jelentés öt egérről
A Jelentés öt egérről Mészöly Miklós novellája, mely 1958-ban keletkezett. Először a Vigilia című folyóiratban jelent meg, 1959-ben, majd 1967-ben, az azonos című novelláskötetben, a Magvető Könyvkiadónál.
Az író fiatalon katonaként kényszerült átélni a második világháborút. Elbeszélései látszólagos realisztikus ábrázolásmódjuk ellenére is inkább szimbolikus értelmű példázatok, parabolák, valamilyen etikai vagy filozófiai jellegű gondolat hordozói. Ebben a novellában is etikai jellegű gondolatai, és a háború által kiváltott érzései szerepelnek. A szokatlan mű egy állatmese, amely felnőtteknek szóló tanmese.

## A jelentés szó kapcsolata a műhöz
A jelentés szó hivatalos beszámolók, ügyiratok szókincséhez tartozik, szépirodalmi ábrázolással ellentétes tartalmakat vonzza. Maga a szó utal a tárgyilagos helyzetképre, személytelen, szubjektivitás nélküli közlésre, leíró stílusa a művészi sűrítés gazdag tartalmú mesterműve; reális történet, valószerű cselekménybonyolítás, amely megtelik álomszerű, vizionáló jelenettel, irracionális képsorokkal.

## A cím és a kezdetek
Mészöly mélyebben akarta megérteni kora eseményeit, ezért nyúlt szokatlan, bizarr eszközökhöz, mint például ebben a novellában egy egércsalád életét elmesélő történet, amely konkrét és kollektív társadalmi élményeinkből teremtődött, és innen át vezetett a valóság ábrázolásához, párhuzam vonásához az emberekkel, az emberi léttel. A cím előre jelzi, hogy nem érzelmes, anekdotikus költői szöveggel találkozunk, a téma is első olvasásra keveset árul el, a cselekmény rövid, nem sok minden derül ki, de többszöri olvasásra már felszínre kerülnek bennünk a különféle gondolatok, érzések.
A történet pontos tárgymegjelöléssel indul (akár egy valós jelentésben): „December huszadikán költöztek be az egerek a kamrába, szám szerint öten, két nőstény és három hím...” Ezután pontosan leírja a költözködés okát, szükségét – amely szintén az egerek életébe történő emberi beavatkozás volt - és menetét, itt is megjelenik a címben szereplő jelentés, az elbeszélő konkrét adatokat is közöl, pl.: huszadik éjszaka.

### Nézőpontok, tényközlések
A novella nem egészen három hét eseményeit beszéli el, tényeket, amelyek nem árulnak el többet, tiszta tárgyiasság nyelvén beszél, a kevés szóval sokat mondás példája. A „jelentés” az állatok nézőpontjából épül fel, a szöveg közepétől ez a nézőpont – beállítás megváltozik, felerősödik, majd kizárólagossá válik az emberi oldal.
Mészöly E/3. személyben meséli a történetet, nem lép ki a tényközlő szerepéből, sejtelmes, homályos többértelmű gondolatokat közöl, kerüli a képszerűséget, a díszítőjelzőket. Tárgyilagosan, jelentésszerűen meséli az egerek költözködésének okát, róluk szól a történet, mennyire lelkesednek az új otthonért, a  kamráért, nyugalmat leltek, örülnek a sok élelemnek.

## A bonyodalmak kezdete, a házaspár színre lép
Ez mind sajnos csak illúzió volt, néhány napig boldogan élhettek, de kelepcébe sétáltak, mivel elmozdítottak egy befőttes üveget, kilétüket felfedték, nemkívánatos személyek lettek ebben a kamrában, és ezzel halál vár rájuk. Ekkor lép be a cselekménybe a házaspár, akik módszeresen, furfangosan, minden eszközt bevetve meg akarják gyilkolni a kis állatokat, színre lépésükkel megjelenik a félelem, a szorongás, nemcsak az egerekben, bennünk is egyaránt. A csapdák felállítása közben valamikor megsérülnek, de nem törődnek a fájdalommal, a kibuggyanó vérrel, mert kárpótolja őket a kelepce tökéletessége.
Az egész novella részletes pillanatképeket ad az egerek haláláról, gondolatairól és félelmeiről egyaránt, dialógusok viszont nem találhatók a műben, nem szakítják meg a leírás folyamatát, motívumok viszont paradigmaszerűen ismétlődnek, ilyenek például: félelem; menekülés; éhség; védettségérzés.

## Cselekmény, egységek
A cselekmény előremozdulása, a színterek cserélődése, az egerek fogságba esése és elhullása arányosan tagolt szakaszokban tűnik fel előttünk, a novella elrendezése  is jelzi ezeket az arányokat: pontosan kettő, esetenként három bekezdés felel meg egy-egy kisebb közlésegységnek, a novella mindig éppen csak egy pontot világít meg, előre és hátra nem utal, jelzésrendszere szigorúan célra irányított és szűkszavú.
Tizenöt egységet különböztethetünk meg a mű során: 
1. Az egerek elindulnak a pincéből alkalmas téli szállást keresve;
2. Az elhagyott búvóhely leírása, a vándorlás okának feltárása;
3. Két társuk útközben elpusztul;
4. Kamra leírása;
5. Elárulják magukat a befőttes üveggel; színre lép a házaspár;
6. Átmeneti riadtság után újra nyugalom;
7. Üldözés; Az ablakra drótháló kerül a házaspár által;
8. Rájuk tör az éhség;
9. Láda felfedezése, amit próbálnak otthonossá tenni;
10. Láda sem nyújt védelmet; A legkisebb egér elpusztul;
11. Kénrúd;
12. Egerek elpusztulnak, egy kivételével;
13. Hullákat eltakarítják;
14. A harmadik nőstény megfagy;
15. Kitakarítják a kamrát, eltakarítják a család nyomait.

### Egér-elhalálozások
Az egerek halála sorban történt, az író realisztikusan, megrendítően, mégis leltárszerűen, hitelesítve ír a korábban elpusztult egyedekről, és a cselekmény időtartama alatt elhalálozott állatokról is. Először a legkisebb egér esik egy kelepce áldozatául, nem bírja tovább az éhséget, megőrül, és a cserép-csapda fogságába esik. Másnap reggel találják meg, mikor már elpusztult, majd lehúzzák a vécén.
Az egérakciót bonyolító házaspár végig háttérben marad, egyszerű és ridegen célszerű a tevékenységük, néhány mozdulatuk válik csupán láthatóvá, gyilkosságra elvetemült gondolataikkal találkozunk csupán. A kis egér halála csekély volt számukra – „…Ha nagyobb lett volna, talán nem is gondolnak a kénrúdra. A nagy test valahogy megfoghatóbb eredmény. Zsákmány, ami terítékre kerül. Így csak légycsapkodás, nincs vége – hossza.”
Sejtik is, hogy még több egér rejtőzködhet, így hatásosabb eszközre volt szükségük, a kénfüst mellett döntöttek, mert szerintük alapos és gyors. Egy rúd helyett inkább kettőt gyújtottak meg, hogy biztosra menjenek. A füst által még három egér pusztult el, halálukról, szenvedésükről pontos képet kapunk. Már csak egy egér maradt, egy terhes nőstény, aki kevésbe tudott mozogni, ezért maradt a számára biztonságot nyújtó fészekben, így nem esett a füst áldozatául. Benne egy érző lényt ismerhetünk meg, itt támad fel bennünk a részvét – egyedüllétében, a többiek hiánya következtében kiült az ablakperemre, és reggelre megfagyott.
A pontos dátum közlése visszatér, az egércsalád története január másodikán fejeződik be. Az egerek a költözködéssel óvatlanul saját börtönükbe sétáltak, a szervezett fölény elpusztítja őket céltudatos fortéllyal. Az olvasóban is felrémlik a kártevő állatokkal végzett „ösztönös” cselekvés, ez pillanatnyi zavart okoz, majd az olvasó a novella részvétgesztusaival azonosul, és nem gondol vissza, hogyan cselekedne a valóságban.

## A novella alapélménye
Az egész novella alapélménye a háború, a háború utáni évek, az ezzel együtt járó szorongás, mint ahogy ezt Bak Éva könyvében is olvashatjuk.Ezek az érzések az író érzelemmentes tudósítása ellenére ébrednek fel bennünk, Mészöly képes volt úgy ábrázolni a történetet, hogy valami megragadja az olvasót, „valamit érezzen”.
Itt emberek és egerek háborúznak egymással - képletesen, két szemben álló fél, az egyik viszont jóval gyengébb, tehetetlenebb. Az egereket egészen közel ismerjük meg, talán ezért is támad fel bennünk a részvét, míg az emberek idegenként, betolakodóként, megismerhetetlen lényekként vannak jelen, az ő oldaluk nehezen ragadható meg, ők az arc nélküli hatalom. A világot a „betolakodók” szemszögéből ismerjük meg, azt a kis életteret, melyben ők éldegélnek, melynek biztonságát keresik, mégsem találják meg.
Az ember és egér viszonya üldöző és üldözött viszonyaként van jelen, a hajsza és a tettenérés könyörtelensége fokozódik, a szorongás érzete egyre nő, fokozatosan jelenik meg a fenyegetettség, a létbizonytalanság, a feszültség, a világ ellenségessé válása: 
„A padló reccsenései azonban sejtették, hogy nem távoztak messze, rövidesen be fognak nyitni, és néma mozdulatlansággal várják a kétségtelen bizonyosságot, az apró neszeket, a lelepleződést, ami indokolttá teszi az óvatosságot. És jogossá a védekezést.”

### „Ironikus mészárlás”
A novellában az egyik legmeghatározóbb irónia, hogy karácsony és újév idején, a szeretet ünnepe alatt, békét sugárzó időkben történik ez a „mészárlás”, az utolsó nőstény pedig az új év első hajnalának áldozata.
A novella nem emberekről szóló jelképes állattörténet – az állatok nem birtokolnak emberi tulajdonságokat, az ösztöneik irányítják őket - hanem öt egér története, az egér pedig nem az ember jelképe. Az egerek élőlények, kis élőlények, pont ezért olyan esetlenek, tehetetlenek, eltörpül létük, hatalmuk az ember hatalma mellett. Nem szándékosan ártanak nekünk, csupán megélhetésre, biztonságra vágynak, számunkra viszont kártékonyak, ennek ellenére mégis ártatlanul gyilkoljuk, és megvetjük őket. A történetmondó modora, hanghordozása „érzéketlen” kívülállóra utal, a tárgyias hangnem mögül mégis kihallatszódik a részvét és gyöngédség, de erről árulkodik a figyelem módja és intenzitása is.

### Központi motívum: halál
Az elbeszélésben központi motívum a halál. Az egerek társaik pusztulását maguk nem érzékelik, egyedül a történet végén kiragadott vemhes egér egyedi létezőként megpillantott lény. Magánya és „önkéntes” pusztulása szembenézés saját halálunkkal, az életet a halál minősíti, az pedig csak egyéni lehet.
A házaspár kegyetlen tettét az író a gyilkosságoktól való izgatottságukkal szemlélteti: „…Nemsokára kinyílt az ajtó. A türelmetlenség, hogy mi lehet az eredmény, minden hasonló esetben sürget. A ritkuló füstben mindjárt szembetűnt a három hulla. A bejárat mellől azonnal felkapartak kettőt, de a harmadik beljebb feküdt, le kellett volna térdelni, hogy elérjék. Majd a következőre azt is – gondolták, s gyorsan becsukták az ajtót, hogy a bűz el ne árassza a lakást.”
Napok alatt szeretnék tettüket végrehajtani, és mintha minden este a holnapot várva aludnának el.  Még az utolsó egér elpusztulásában sem lelték nyugalmukat, az asztalon hagyott sajt érintetlensége adta meg számukra a biztonságot, a ’geometriai progresszió’ megtalált varázsszava pedig a tiszta lelkiismeretet. A mű elejére a dokumentumszerűség volt a jellemző, a mű végére ez a dokumentumszerűség inkább tanulságba megy át.

## Befejezés
Az író a befejezéssel véleményt nyilvánít, aki esetleg szánalomból, részvétből átcsapott a másik oldalra, vagyis a mű olvasása közben a házaspárnak adott igazat, a mű végére hasonló bűntudatot érezhet, mint a gyilkoló emberek. Mészöly a befejezésbe is csöppnyi gúnyos iróniát rejtett azzal, hogy a házaspár a barátaival együtt számítgatja, milyen invázió lepte volna el őket - a téma napokig szóban forgó volt, talán itt érezhető az apró bűntudat, nyugtatják magukat, hogy jól tették.
Mészöly kísérletének egyik állomása a Jelentés öt egérről. Ebben a novellában sikerült először úgy rögzítenie a valóság apró tényeit, hogy azok modellszerűen szerveződjenek össze, és az egyedi közvetlenül átjátsszon az általánosba. A legtárgyilagosabb dokumentum felvétel is válogat és elrendez. Illúzió azt képzelni, hogy létezik teljes írói, művészi objektivitás. 
A tények mindig válogatott tények, rögzítésük egyben elrendezés, csoportosítás, tehát jelentéssugalmazás is. Mészöly világosan látta, hogy a tárgyilagosság maximumába is beleszövődik az író magával hozott ismeretanyaga, tapasztalatvilága. Elszakadni ettől soha nem képes az író: az objektivitásra törő szemlélet átszíneződik szubjektív élményekkel.